# Gilia millefoliata
Gilia millefoliata är en blågullsväxtart som beskrevs av Fisch. och Mey. Gilia millefoliata ingår i släktet gilior, och familjen blågullsväxter. Inga underarter finns listade i Catalogue of Life.